# 集体诉讼
集体诉讼（class action、class suit、representative action、集團訴訟），也称代表人诉讼，指的是訴訟各方中有一方是一群人，他们会派一名代表人代表众多当事人来参与解决矛盾。

## 历史
集体诉讼最早有据可考的是出现在13世纪的英格兰，多是因为一项工事影响了一群人，而处理这些案件又受时间、交通条件限制。后来18世纪时英格兰法律变化巨大，集体案件变得难以处理，国会因此通过了一些法律，使得1850年后集体诉讼几乎销声匿迹。但美国在美国最高法院法官约瑟夫·斯多利的影响下将集体诉讼的传统沿袭了下来，并流传至今。

## 现状
集体诉讼如今仍然主要是美国在进行，但加拿大和一些使用欧陆法系的欧洲国家近年作出过一定的变更，使得消费者组织能够代表消费者进行诉讼。
中华人民共和国的代表人诉讼是为了解决群体性纠纷案件的一种民事诉讼，借鉴了美国的集体诉讼和日本的选定代表人。代表人诉讼中众多当事人一方至少须有10人，没有人数上限。众多当事人一方的诉讼标的相同或属于同一种类。众多当事人内部在基于相同的诉讼请求或抗辩方法的情况下推选出能够维护被代表人全体成员合法利益的代表人进行诉讼。代表人必须具有相应的诉讼行为能力。
代表人诉讼中众多当事人一方的人数可能是确定的也可能是不确定的。人数不确定的时候法院在受理代表人诉讼时必须公告，通知有关利害关系人到人民法院进行登记，以确定人数并在登记的权利人中推选出代表人进行诉讼。推选不出代表人的，由人民法院和参加登记的权利人商定代表人。代表人被选出后，被代表的利害关系人并不必然退出或脱离诉讼活动，甚至可以直接参加诉讼。
代表人诉讼制度解决了诉讼主体众多同诉讼空间容量不足之间的矛盾，节约了司法资源，提高了司法效率，扩大了司法解决纠纷的功能。

### 美国
- Manual for Complex Litigation, Fourth （页面存档备份，存于）
- Stanford Securities Class Action Clearinghouse （页面存档备份，存于）
- Class Action Lawsuits: A Legal Overview for the 115th Congress （页面存档备份，存于） Congressional Research Service
- Class Actions Seven Years After the Class Action Fairness Act: Hearing before the Subcommittee on the Constitution of the Committee on the Judiciary, House of Representatives, One Hundred Twelfth Congress, Second Session, June 1, 2012 （页面存档备份，存于）

### 欧洲
- Collective Redress in Europe （页面存档备份，存于）